# Alice Wilson (géologue)
Pour les articles homonymes, voir Alice Wilson et Wilson.
Alice Evelyn Wilson, née le 26 août 1881 à Cobourg en Ontario (Canada) et décédée le 15 avril 1964, est une géologue et paléontologue canadienne. Elle fut la première femme géologue canadienne. Elle a mené des études de terrain sur les roches et les fossiles dans la région d'Ottawa entre 1913 et 1963.

## Biographie
Le père d'Alice Wilson, John Wilson, est professeur de "classiques" à l'université Victoria d'Ontario. Elle a deux frères aînés : Alfred William Gunning Wilson, diplômé en géologie à Harvard qui poursuit sa carrière entre McGill et le ministère des mines du Canada, et Norman Wilson, reconnu comme un génie des mathématiques.
Alice Wilson étudie les langues contemporaines et l'histoire à l'école Victoria de l'université de Toronto, mais tombe malade et ne peut pas compléter sa dernière année d'études. Rétablie, elle part travailler pour le département minéralogie de l'université. En 1909, elle rejoint la Commission géologique du Canada en tant qu'assistante. Il y travaille officiellement jusqu'en 1946, mais y maintient un bureau jusqu'à l'année de son décès en 1964. Grâce à ses études en langues, elle attire l'attention du chercheur Pery Raymond, et bénéficie d'une petite promotion en avril 1911.
Parce qu'elle est une femme, l'université lui refuse le droit de partir en expédition avec des hommes. Elle insiste et se voit confier l'étude de la vallée Ottawa-Saint Lawrence, qu'elle étudia pendant plus de cinquante ans.
À partir de 1915, elle formule une demande de bourse pour compléter son doctorat, ce que la Commission géologique lui refuse systématiquement. En 1926, la fédération canadienne des universités pour femmes (CFUW) lui attribue finalement une bourse mais la Commission géologique refuse tout de même sa candidature pour un doctorat. Il obtient finalement son doctorat en 1929, à 49 ans, mais la Commission géologique ne cessera par la suite de bloquer son évolution dans le milieu académique.
Peu après être devenu un membre de l'Ordre de l'Empire britannique en 1935, la Commission géologique du Canada publie pour la première fois les travaux d'Alice Wilson. Elle prend sa retraite en 1946. De 1948 à 1958, elle organise des conférences en paléontologie pour les enfants à l'université Carleton d'Ottawa.

## Travaux
Elle devient une autorité concernant l'étude des formations paléozoïques de l'Est de l'Ontario. En tant que paléontologue, elle effectue la description de bon nombre de fossiles, particulièrement de l'Ordovicien. Le grand public lui est redevable d'un accès plus aisé aux connaissances de la géologie par le biais de conférences, d'excursions, de publications, et d'expositions dans les musées qu'elle réalise au cours de sa carrière.

## Publications
- (en) The earth beneath our feet, 1947

## Distinctions
- 1911 : Première femme détentrice d'un poste de spécialiste à la Commission géologique du Canada
- 1935 : Membre de l'Ordre de l'Empire britannique
- 1936 : Première Canadienne membre de la Société américaine de géologie
- 1937 : Première femme admise à la Société royale du Canada
- 1960 : Doctorat honorifique en droit de l'Université Carleton[5]

### Distinctions posthumes
- Création du Prix Alice Wilson par la Société royale du Canada (1991)[6]